# Donzela em apuros

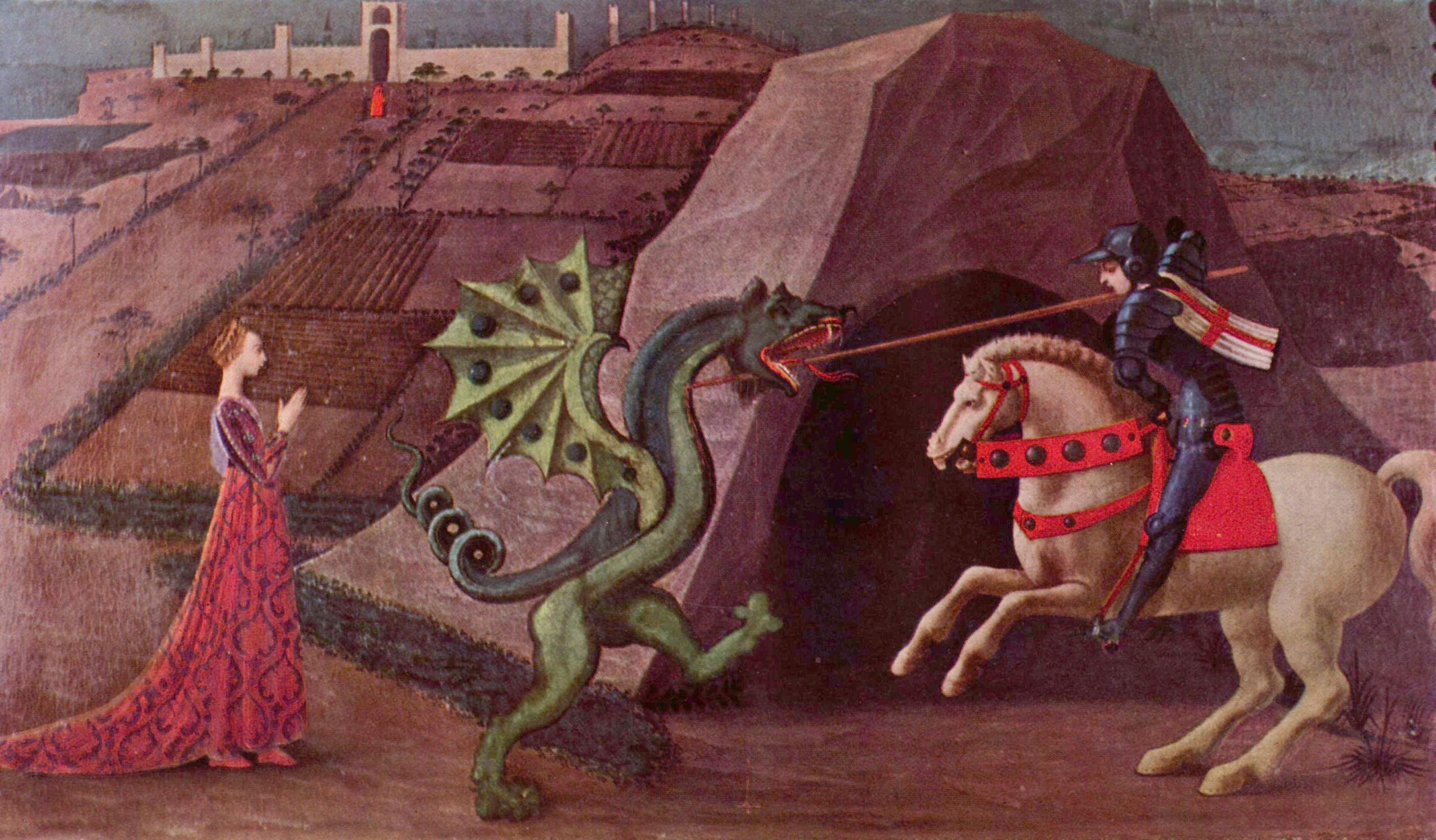
The Princess and the Dragon, Paolo Uccello, aprox. 1470, uma imagem clássica de uma donzela em apuros.

O tema da donzela em apuros ou donzela em perigo é uma personagem modelo clássico na literatura, no cinema e em outras artes, no mundo todo. A donzela é geralmente uma mulher bela e jovem, em condição de inferioridade de forças, que está em uma situação difícil e horrenda, ameaçada por um vilão ou um monstro, quando um herói vem em seu resgate. Ela se tornou um personagem tipo de ficção, particularmente do melodrama.
O desamparo da donzela em apuros, que pode ser retratado como tolo e inútil ao ponto da ingenuidade, junto com sua necessidade de outros para resgatá-la, fez do estereótipo um alvo da crítica feminista. Em algumas histórias, a personagem feminina usa sua fragilidade para manipular ou controlar os personagens masculinos (como no filme Bravura Indômita).